# Sunlight on Your Skin
Sunlight on Your Skin è un singolo dei cantanti statunitensi Lil Peep e iLoveMakonnen, pubblicato il 27 settembre 2018 come secondo estratto dal secondo album in studio Come Over When You're Sober, Pt. 2. Il brano è la versione originale di Falling Down, anch'esso estratto come singolo.

## Classifiche
| Classifica (2018) | Posizione massima |
| ----------------- | ----------------- |
| Nuova Zelanda     | 36                |